# 车辋镇 (临沂市)
车辋镇是中国山东省临沂市苍山县下辖的一个镇。

## 行政区划
车辋镇下辖车网蒋庄村、唐家庄村、车网村、车网桥庄村、河东村、西岭村、宋岭村、兴隆庄村、扶丘村、房家村、念沂泉村、前银厂村、后银厂村、陈家林村、杨岭村、温庄村、宝山窝村、牡丹池村、吴家官庄村、龙桃峪村、黄汪村、木家庄村、九女山村、张杭村、傅家山村、埠南头村、节义庄村、灰墩村、潘庄村、甘霖村、邢家村、宝山前村、南漫溪村、西漫溪村、北漫溪村、南杭山峪村、忠义村、董许村、沙沟村、平安村、黄山峪村、南桃峪村、小炉村、东庄村、官台庄村、高山村、前石河村、后石河村。